# Barndomshemmet

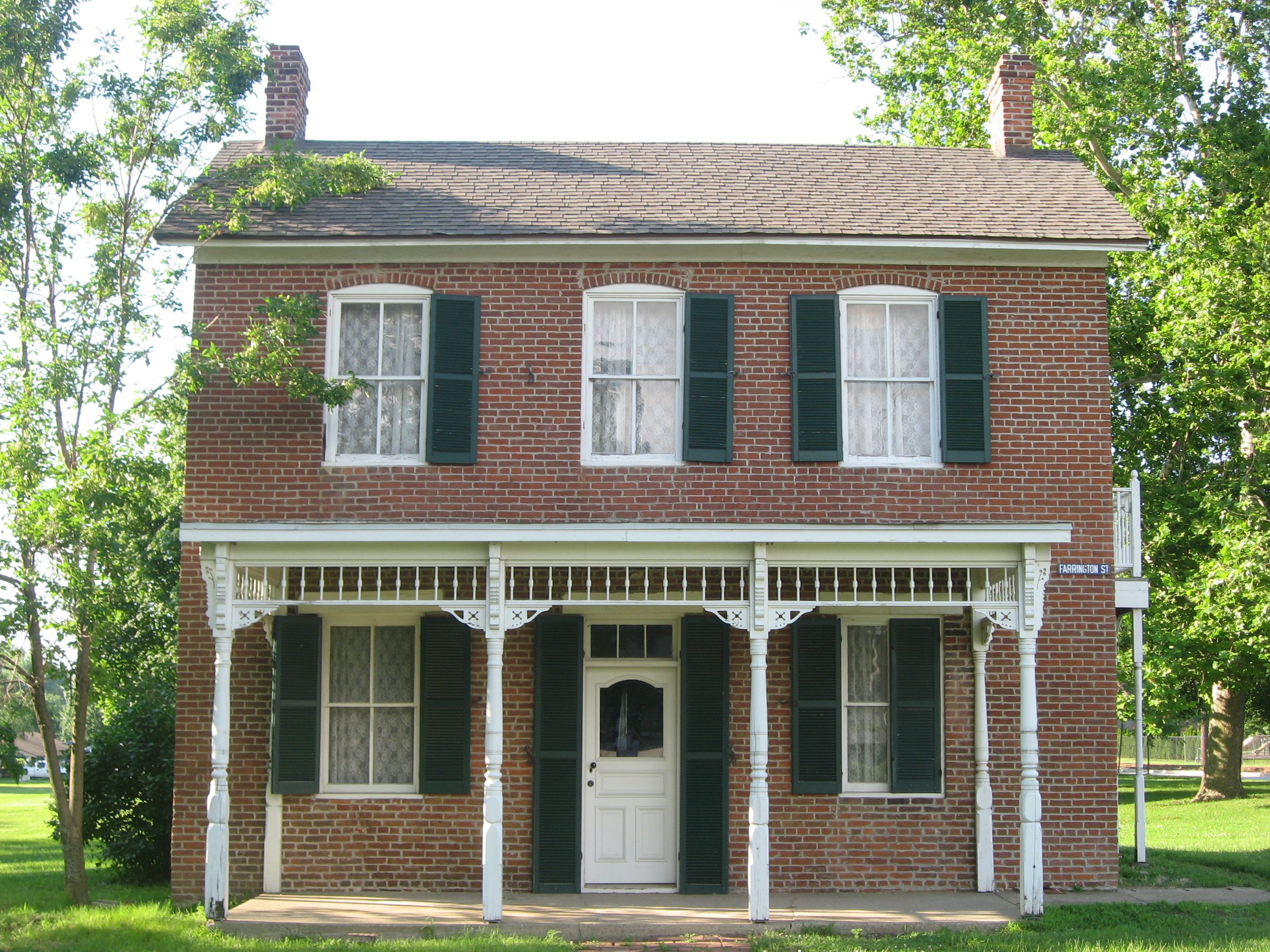
Paul Dressers födelsehem

Barndomshemmet eller Där som sädesfälten böja sig för vinden är den svenskspråkiga texten till den amerikanska sången On the Banks of the Wabash, Far Away skriven av Paul Dresser. Den engelskspråkiga originalversionen, som spelades in 1897 av George J. Gaskin, är sedan den 14 mars 1913 delstaten Indianas officiella delstatssång. Sångtexten handlar om trakterna kring Dressers barndomshem, nära Wabash River i Indiana.
Den svenskspråkiga texten, som berättar sentimentalt om emigrationen från Sverige till Nordamerika, skrevs av Karl-Ewert och blev en stor succé 1919 med Ernst Rolf.
Sången finns även insjungen på skiva 1920 av den då nioårige Jussi Björling tillsammans med bröderna Olle Björling och Gösta Björling, som B-sida till singeln Sommarsglädje. Inspelningen gjordes för Columbia under brödratrions turné i USA:s svenskbygder och sången spelades också in av Harry Brandelius år 1959. Bland senare inspelningar märks en av Dan Eriksson (1970), vilken låg på Svensktoppen i fem veckor under perioden 14 februari–14 mars 1971, och toppade listan den 21 februari 1971. Det svenska dansbandet Sven-Ingvars gjorde Barndomshemmet flera gånger- två versioner kom ut 1966 på två skivbolag (Philips och SvenskAmerican) samt senare på albumet Två mörka ögon från 1991. I Colin Nutleys film Änglagård (1992) utgör melodin ledmotiv.[källa behövs]
Vid bilsporttävlingen Indianapolis 500 finns en tradition att Purdue University All-American Marching Band spelar melodin då racerbilarna kör in på startbanan.